# هیراتسوکا تامه‌هیرو
ʔ
هیراتسوگا تامه‌هیرو (به ژاپنی: 平塚為広 Ikeda Terumasa)؛ یک سامورایی در دوره سنگوکو و آزوچی-مومویاما اهل ژاپن بود. او در نبرد سکیگاهارا به نفع خاندان تویوتومی شرکت کرد و در همین جنگ کشته شد.